# Горщаки-Озальські
45°36′ пн. ш. 15°28′ сх. д. / 45.60° пн. ш. 15.46° сх. д.
Горщаки-Озальські (хорв. Goršćaki Ozaljski) — населений пункт у Хорватії, у Карловацькій жупанії у складі міста Озаль.

## Населення
Населення за даними перепису 2011 року становило 11 осіб.
Динаміка чисельності населення поселення: